# Оэно

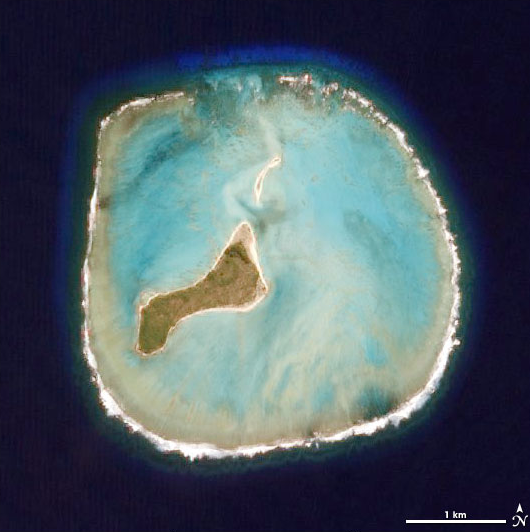
Спутниковое фото атолла Оэно

Оэно (англ. Oeno) — необитаемый коралловый атолл в южной части Тихого океана, входит в состав заморской территории Великобритании Острова Питкэрн (таким образом, принадлежит Великобритании, но не является её частью).

## География
Оэно находится в 143 км к северо-западу от острова Питкэрн. Обрамлённая внешним рифом лагуна атолла соединяется с океаном двумя узкими проходами. Диаметр атолла — около 5 км, общая площадь — 16,65 км², из них 0,65 км² (площадь суши) приходится на пять островов, расположенных в центральной части лагуны. Крупнейший из них — Оэно, он вытянут с юго-запада на северо-восток на 2 км, его площадь — 0,5 км², максимальная высота — менее 5 м над уровнем океана, покрыт древесной растительностью. К северу от него находится второй по величине остров — Сэнди, являющийся песчаной косой.

## История
Остров Оэно открыт капитаном Хендерсоном в 1819 году. Американские китобои тщательно исследовали его пятью годами позже. В 1902 остров аннексирован Великобританией, а в 1938 административно присоединён Питкэрну. Питкэрнцы иногда посещают Оэно, чтобы собрать листья пандануса, используемые для плетения мешков, или для отдыха на небольшом пляже. Оэнo имеет дурную репутацию «отца кораблекрушений» — за многие годы у его берегов разбились десятки кораблей. Многие жертвы крушений добирались до Питкэрна на лодках, принося с собой зачастую различные эпидемии, приумножая тем самым недобрую молву об этом месте. Достичь Оэно можно только при помощи проходящего пассажирского или грузового судна или яхты.

## Население
В июне 2009 года группа художников из разных стран мира, называющая себя «Sunland project», анонсировала планы создания на острове Оэно свободного поселения, арт-колонии по типу копенгагенской «Христиании». Согласно их утверждениям, они начали переговоры с официальными лицами островов Питкэрн.